# Georges Daux
Pour les articles homonymes, voir Daux.
Georges Daux, né le 21 septembre 1899 à Bastia et mort le 23 décembre 1988 à Paris 14e, est un archéologue français.
Ancien élève de l'École normale supérieure (promotion L1917), il dirige l'École française d'Athènes de 1950 à 1969. Il est élu à l'Académie des inscriptions et belles-lettres en 1971.